# Neperigea mephisto
Neperigea mephisto là một loài bướm đêm trong họ Noctuidae.